# Кастеламаре дел Голфо
Кастеламаре дел Голфо (итал. Castellammare del Golfo) је насеље у Италији у округу Трапани, региону Сицилија.
Према процени из 2011. у насељу је живело 13085 становника. Насеље се налази на надморској висини од 81 м.

## Становништво
| 1936.  | 1951.  | 1961.  | 1971.  | 1981.  | 1991.  | 2001.  | 2011.  |
| ------ | ------ | ------ | ------ | ------ | ------ | ------ | ------ |
| 18.032 | 18.893 | 17.638 | 13.853 | 13.869 | 13.515 | 14.573 | 14.603 |